# Filologia germanica
La filologia germanica è una scienza che studia ed interpreta le testimonianze scritte nelle lingue germaniche, di quelle civiltà che hanno avuto origini nel mondo germanico e che tali origini mantengono nel corso della loro successiva evoluzione. L'ambito temporale coperto dalla filologia germanica può andare dal solo periodo medievale a tutta l'epoca protostorica e all'origine indoeuropea dei popoli germanici, fermandosi comunque all'introduzione della stampa a caratteri mobili da parte di Johannes Gutenberg sul finire del Quattrocento.

## Storia della filologia germanica
Con l'incedere dell'Umanesimo e la Riforma, nacque negli studiosi europei un primo interesse per le antiche culture germaniche, accresciuto dalla riscoperta, nel 1455, del De origine et situ Germanorum di Tacito. Tra questi sono da citare Justus Lipsius cui si deve la pubblicazione dei salmi in basso francone, e Franciscus Junius, il quale pubblicò la versione integrale del Codex Argenteus della Bibbia gotica nel 1655.